# Pidhorodna
Pidhorodna (ukrainisch Підгородна; russisch Подгородная Podgorodnaja) ist eine Siedlung städtischen Typs in der ukrainischen Oblast Mykolajiw mit etwa 2200 Einwohnern (2014).
Pidhorodna liegt im Rajon Perwomajsk 170 km nordwestlich vom Oblastzentrum Mykolajiw und 9 km nordöstlich vom Rajonzentrum Perwomajsk. An der Ortschaft entlang führen die Territorialstraßen T–15–04 und T–12–19 sowie die Bahnstrecke Borschtschi–Charkiw.
Das im Jahr 1899 gegründete Dorf erhielt 1960 den Status einer Siedlung städtischen Typs und ist die einzige Ortschaft der Siedlungsratsgemeinde.
Am 12. Juni 2020 wurde die Siedlung ein Teil der Stadtgemeinde Perwomajsk; bis dahin bildete es die Siedlungratsgemeinde Pidhorodna (Підгороднянська селищна рада/Pidhorodnjanska selyschtschna rada) im Norden des Rajons Perwomajsk.